# Józef Krzysztof Giza
Józef Krzysztof Giza (ur. 13 marca 1957 w Tarnogrodzie, zm. 16 grudnia 1981 w Katowicach) – cieśla, pracownik Kopalni Węgla Kamiennego „Wujek” od 10 kwietnia 1978, ofiara pacyfikacji kopalni Wujek w grudniu 1981 roku.

## Życiorys
W 1975 roku ukończył Zasadniczą Szkołę Zawodową w Tarnogrodzie, gdzie uzyskał zawód piekarza i ciastkarza. 
W 1977 roku przyjechał do Katowic, gdzie odbył służbę wojskową.  Bezpartyjny, członek NSZZ „Solidarność”. W dniach 14–16 grudnia 1981 na terenie kopalni brał udział w strajku okupacyjnym, który wybuchł na znak sprzeciwu wobec wprowadzenia stanu wojennego. 16 grudnia 1981 roku podczas pacyfikacji KWK „Wujek” przez oddziały MO i ZOMO został śmiertelnie ranny. Został postrzelony z broni maszynowej.- jeden pocisk trafił go w lewą rękę, a drugi w szyję. Pogrzeb odbył się 20 grudnia 1981 w Tarnogrodzie. Miał dwie siostry oraz trzech braci, był kawalerem.
Ku jego pamieci nazwano jedną z ulic w rodzinnym Tarnogrodzie.

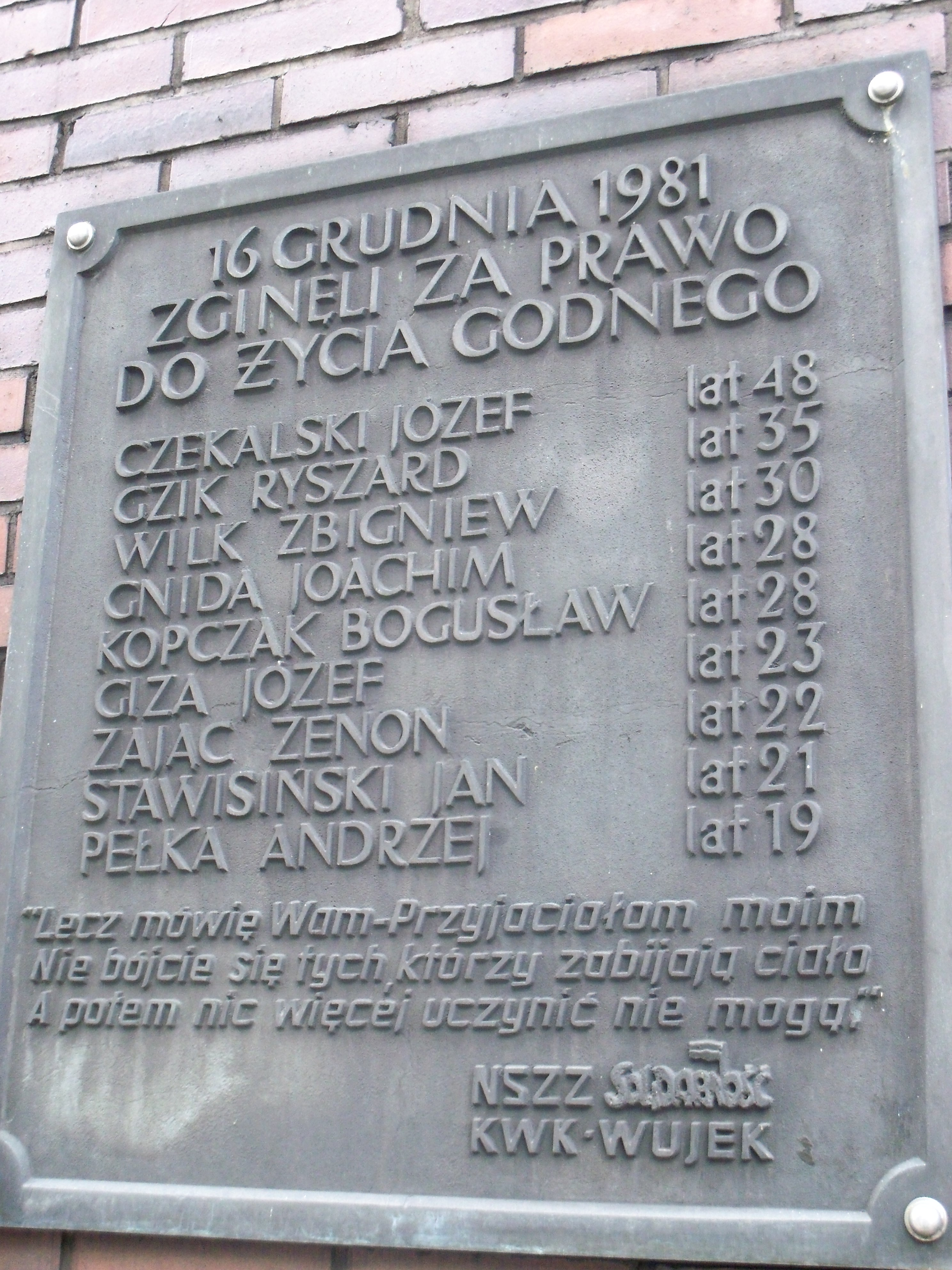
Tablica ofiar pacyfikacji kopalni „Wujek”.

## Odznaczenia
- 29 sierpnia 1990 roku został przez prezydenta RP na Uchodźstwie Ryszarda Kaczorowskiego, pośmiertnie odznaczony  Złotym Krzyżem Zasługi z Mieczami[4]
- 7 grudnia 1992 roku został przez prezydenta RP Lecha Wałęsę, pośmiertnie odznaczony Krzyżem Kawalerskim Orderu Odrodzenia Polski[4]
- 16 grudnia 2015 roku w 34. rocznicę pacyfikacji Kopalni „Wujek”, został pośmiertnie odznaczony Krzyżem Wolności i Solidarności[5].